# إميل يوهانسون (لاعب هوكي الجليد)
إميل يوهانسون (بالسويدية: Emil Johansson)‏ هو لاعب هوكي الجليد سويدي، ولد في 6 مايو 1996 في فاكسيو في السويد.

## وصلات خارجية
- إميل يوهانسون على موقع دوري الهوكي الوطني (الإنجليزية)
- إميل يوهانسون على موقع EliteProspects.com (الإنجليزية)
- إميل يوهانسون على موقع Eurohockey.com (الإنجليزية)
- إميل يوهانسون على موقع HockeyDB.com (الإنجليزية)